# CT Alagoas (CT-6)
O CT Alagoas (CT-6) é um contratorpedeiro da Classe Pará da Marinha do Brasil. Foi encomendado em 1906, fazendo parte do Plano Naval daquela época que modernizou a Armada do Brasil.